# Přenosný stolní počítač

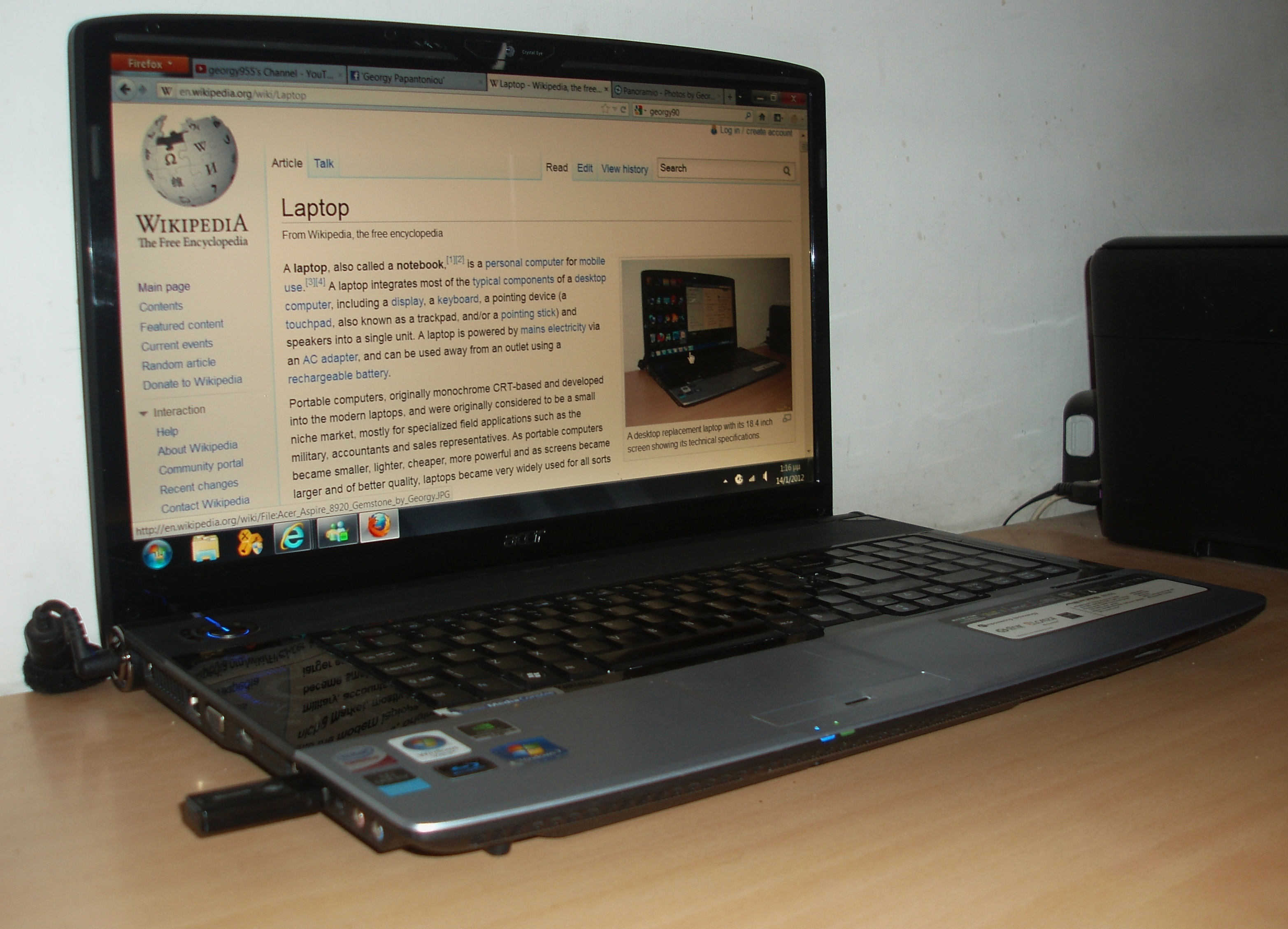
Acer Aspire 8920.

Přenosný stolní počítač (desktop replacement computer - DTR) je osobní počítač, který poskytuje plné možnosti stolního počítače a přitom zůstává mobilní. Často se jedná o větší, objemnější notebooky nebo v některých případech počítače 2 v 1 s tvarem a rozhraním podobným tabletu. Kvůli jejich větší velikosti tato třída počítačů obvykle obsahuje výkonnější komponenty a větší displej, než se běžně používá u menších přenosných počítačů, a může mít relativně omezenou kapacitu baterie (nebo vůbec žádnou). Některé používají omezený rozsah součástí stolního počítače, aby poskytovaly lepší výkon na úkor výdrže baterie. Tyto jsou někdy označovány termínem desknote (desktop notebook), ačkoli termín je také aplikován na přenosné stolní počítače obecně. (Tento termín není široce používán, protože notebooky se již dlouho vyrovnávají kapacitě mnohých stolních počítačů.) Jiná jména jsou monster notebooky nebo musclebooks v odkazu na muscle cars.